# ستاره دریایی ماسه‌ای جنوب
ستاره دریایی ماسه‌ای جنوب (نام علمی: Luidia australiae) نام یک گونه از رده ستاره دریایی است.